# Hintónjáró szerelem
Hintónjáró szerelem 1955-ben bemutatott színes magyar romantikus filmvígjáték, melyet Urbán Ernő forgatókönyvéből Ranódy László rendezett. A főszerepben Szirtes Ádám és Medgyesi Mária látható. A filmet Szigligeten forgatták.

## Cselekmény
A Balaton-parti község szövetkezetének vezetősége mindenhová hintón jár, hogy bosszantsa Peczölinét, aki egyéni gazdálkodó úrhatnám felesége. Bár Peczöliék és a TSZ között viszály dúl, Vilma, Peczöli lánya és Berci, a TSZ-elnök fia szeretik egymást. Peczöli belépne a szövetkezetbe, ha az nem ellenezné almanemesítési kísérleteit. Egy pesti professzorhoz megy szaktanácsért. Végül a szüreti bálra betoppanó professzor, s Terka keresztanya, a párt titkárnéja jóvoltából minden elrendeződik. Peczöli belép a TSZ-be, Peczöliné hintóba ülhet, és a fiatalok egybekelnek. Csak a lovak bokrosodnak meg, amik elszaladnak a hintóval együtt.

## Szereplők
- Szirtes Ádám – Majsa Berci
- Medgyesi Mária – Peczöli Vilmuska
- Makláry Zoltán – Peczöli Sándor, Vilmuska édesapja
- Fónay Márta – Peczöliné, a mostoha
- Bihari József – Majsa Bertalan, brigadéros, Berci édesapja
- Kiss Manyi – a párt titkárnéja, Berci keresztanyja
- Bánhidi László – Cseppentő Ferenc, a Tavasz termelőszövetkezet elnöke
- Pécsi Sándor – Farsang Győző professzor
- Sinkovits Imre – Kara Jenőke, a motorbicikli szerelmese
- Juhász József – csordapásztor, a kártya szerelmese
- Siménfalvy Sándor – csordapásztor, szintén a kártya szerelmese
- Hacser Józsa – Jutka
- Nagy Attila – Citorás Miska
- Horváth Teri – Csupor Sári
- Szemethy Endre – Fejes bácsi, parádés kocsis
- Petur Ilka – Majsáné
- Szabó Gyula – Mag János, tanácselnök
- Peti Sándor – Bakter
- Kátay Vanda – Cica, postamesterlány
- Pártos Erzsi – Vénasszony

További szereplők
Barlay Valéria, Csonka Endre, Ferencz László, Gonda György, Haraszin Tibor, Keresztes Irén, Pethes Sándor, Pánczél Pál, Soós Imre, Tóth Ila, Zakariás Klára